# 1879 in Italia

## Avvenimenti
- 21 aprile: a fronte di una sinistra che governa il Paese entro la cornice istituzionale e non realizza le riforme previste dal suo programma elettorale, alcuni deputati si stanno riunendo in una “Lega della Democrazia” che costituisce il nucleo di una nuova opposizione parlamentare all’iniziativa Garibaldi[1].

- 26 maggio: inizia un'eruzione  dell'Etna[2]. L'eruzione fu particolare, perché fu  contemporaneamente in due punti opposti, sui lateri.[3]

- 3 luglio: il governo Depretis III presenta le dimissioni

- 14 luglio - 25 novembre: governo Cairoli II[4].

- 25 novembre: inizia il governo Cairoli III (fino al 29 maggio 1881)[4].

## Cultura

### Letteratura
- escono:
  - Ricordanze della mia vita, opera autobiografica di Luigi Settembrini, pubblicata postuma a cura di Francesco De Sanctis.
  - Primo vere, primo libro di Gabriele D'Annunzio, pubblicato quando aveva 16 anni. È una raccolta di poesie.
  - Anticaglie, opera di Felice Cavallotti.
  - Giacinta, romanzo di Luigi Capuana.

### Stampa
- Ferdinando Martini fonda a Roma il Fanfulla della domenica; il primo numero esce il 27 luglio. Chiuderà nel 1919.
- a Firenze  è fondato La Rassegna nazionale, periodico letterario e culturale.